# Prunus mira
Espèce
Classification phylogénétique
Prunus mira (en anglais Tibetan peach, et, en langage local, behmi, behimi ou tirul), est une espèce de plantes à fleurs de la famille des Rosaceae originaire des contre-forts de l'Himalaya et du plateau Tibétain, à des altitudes allant de 2000 à 4000 m.

## Description
C'est un arbuste.